# Lino Gutiérrez
Lino Gutiérrez (* 26. Oktober 1876 in Porlamar; † 15. Dezember 1984 ebenda) war ein venezolanischer Komponist, Musiker und Musikpädagoge.

## Leben
Gutiérrez hatte den ersten Musikunterricht bei seinem Vater. Sein Violinlehrer wurde Gabriel Ortega. Pedro Elías Gutiérrez, der sein Violinspiel gehört hatte, ermutigte ihn, eine Laufbahn als Musiker einzuschlagen. In seiner Heimatstadt Porlamar, die er zeitlebens nie für längere Zeit verließ, gründete er die Banda Municipal Luisa Cáceres de Arismendi, der u. a. der junge Inocente Carreño und Dámaso Pascual García angehörten. Außerdem war er Direktor der Banda del Estado. Mit seinen verschiedenen Orchestern trat er auf Isla Margarita und in den Bundesstaaten im Osten Venezuelas auf. Viele Jahre lang unterrichtete er an der Musikschule von Porlamar. 1984 starb er im Alter von 108 Jahren.

## Kompositionen
- Ondas
- Locura de amor
- Teresita
- Ojos claros
- Stingare
- Gema
- Clarín de Ayacucho